# Flughafen Skikda

i7
i11
i13
Der Flughafen Skikda (französisch Aéroport Skikda, arabisch مطار سكيكدة, IATA-Code: SKI, ICAO-Code: DABP) war ein Flugplatz in Algerien. Das Flugplatzgelände befindet sich etwa 4 km östlich der Stadt Skikda (zu französischer Zeit Philippeville), einer Hafenstadt im Nordosten Algeriens an der Bucht von Stora.

## Geschichte
Im Zweiten Weltkrieg wurde der Flugplatz als große U.S. Air Force Base für Operationen in der nordafrikanischen Kampagne gegen das Deutsche Afrikakorps eingerichtet. Am 8. November 1942 landeten dort anglo-amerikanische Truppen (Operation Torch). Die 310. Bombardement Group flog mit B-25-Bombern von dem Flugplatz im Jahre 1943 ihre Einsätze. Die militärische Bezeichnung war Philippeville Airfield.
Der Flugplatz ist schon viele Jahre nicht mehr in Betrieb, die Fläche wird als Tanklager der petrochemischen und Gas-Industrie (Zone Pétrochimique), Baumaterialien und anderen Gütern verwendet. Wann genau der Flugbetrieb eingestellt wurde, ist nicht überliefert, vermutlich nach der Unabhängigkeit Algeriens von Frankreich im Jahre 1962.